# Бласберг, Клаудия
Клаудия Бласберг (нем. Claudia Blasberg; род. 14 февраля 1975, Дрезден) — немецкая гребчиха, выступавшая за сборную Германии по академической гребле во второй половине 1990-х — первой половине 2000-х годов. Серебряная призёрка двух летних Олимпийских игр, двукратная чемпионка мира, победительница многих регат национального и международного значения.

## Биография
Клаудия Бласберг родилась 14 февраля 1975 года в Дрездене, ГДР. Проходила подготовку в местном гребном клубе «Дрезденер».
В период 1995—1996 годов выступала на молодёжном Кубке наций, где на отдельных этапах дважды становилась серебряной призёркой в программе парных четвёрок.
В 1997 году дебютировала на взрослом Кубке мира, в частности в парных четвёрках заняла пятое место на этапе в Мюнхене.
Первого серьёзного успеха на взрослом международном уровне добилась в сезоне 1998 года, когда вошла в основной состав немецкой национальной сборной и побывала на чемпионате мира в Кёльне, откуда привезла награду серебряного достоинства, выигранную в лёгких парных двойках. Также в этом сезоне в той же дисциплине одержала победу на этапе Кубка мира в Хазевинкеле.
В 1999 году в парных двойках лёгкого веса выиграла две серебряные медали на этапах Кубка мира в Вене и Люцерне, тогда как на мировом первенстве в Сент-Катаринсе попасть в число призёров не смогла — расположилась в итоговом протоколе на пятой позиции.
Благодаря череде удачных выступлений удостоилась права защищать честь страны на летних Олимпийских играх 2000 года в Сиднее — вместе с напарницей Валери Фихофф заняла второе место в парных двойках лёгкого веса, уступив на финише только экипажу из Румынии, и тем самым завоевала серебряную олимпийскую медаль.
После сиднейской Олимпиады Бласберг осталась в составе гребной команды Германии на ещё один олимпийский цикл и продолжила принимать участие в крупнейших международных регатах. Так, в 2001 году в лёгких парных двойках она победила на двух этапах Кубка мира и была лучшей на мировом первенстве в Люцерне.
В 2002 году помимо двух кубковых побед стала серебряной призёркой на чемпионате мира в Севилье.
На мировом первенстве 2003 года в Милане выиграла в лёгких парных двойках ещё одну золотую медаль, став таким образом двукратной чемпионкой мира по академической гребле. Кроме того, в этом сезоне добавила в послужной список две золотые награды, полученные на этапах Кубка мира в Милане и Мюнхене.
Находясь в числе лидеров немецкой национальной сборной, Клаудия Бласберг благополучно прошла отбор на Олимпийские игры 2004 года в Афинах — здесь в паре с Даниэлой Раймер вновь получила серебро в зачёте парных двоек лёгкого веса — снова её лодку обошёл только экипаж из Румынии. Сразу по окончании этих соревнований Бласберг объявила о завершении спортивной карьеры.
За выдающиеся спортивные достижения 16 марта 2005 года была награждена высшей спортивной наградой Германии «Серебряный лавровый лист».